# 霍奇斯 (阿拉巴马州)
霍奇斯（英文：Hodges），是美国阿拉巴马州下属的一座城市。面积约为4.14平方英里（约合10.71平方公里）。根据2010年美国人口普查，该市有人口288人，人口密度为69.62/平方英里（约合26.89/平方公里）。